# 石狩郡
石狩郡（日语：／ Ishikari gun */?）為日本北海道石狩振興局的郡，位於石狩振興局東部。
郡名源自石狩川，石狩川的名稱則是源自阿伊努語的「i-sikar-a-pet」，意思是「彎彎曲曲的河川」。

## 轄區
轄區包含1町1村：
- 當別町
- 新篠津村

## 沿革

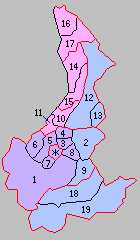
北海道一・二級町村制施行時石狩郡下辖町村（10.石狩町 11.花川村 12.当別村 13.新篠津村。桃色：石狩市）

- 1869年8月15日：北海道設置11國86郡，石狩國石狩郡成立。
- 1897年11月：北海道實施支廳制，此時石狩郡下轄石狩市街、生振村、花畔村、樽川村、當別村、篠津村、新篠津村。[2]（1市街6村）
- 1902年4月1日：（1町4村）
  - 石狩市街和生振村合併為石狩町，並成為北海道二級町。
  - 花畔村和樽川村合併為花川村，並成為北海道二級村。
  - 當別村成為北海道二級村。
- 1906年4月1日：篠津村與札幌郡江別村、對雁村合併為札幌郡江別村（現在的江別市），並脫離石狩郡之管轄。（1町3村）
- 1907年4月1日：（1町2村）
  - 花川村併入石狩町，石狩町同時成為北海道一級町。
  - 當別村成為北海道一級村。
- 1915年4月1日：新篠津村成為北海道二級村。
- 1947年7月1日：當別村改制為當別町。（2町1村）
- 1975年：石狩町的部份區域（現在的小樽市錢函4～5丁目）併入小樽市。
- 1996年9月1日：石狩町改制為石狩市，並脫離石狩郡之管轄。（1町1村）